# Charilaos Florakis

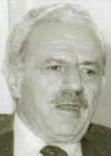
Charilaos Florakis

Charilaos Florakis (griechisch Χαρίλαος Φλωράκης; * 20. Juli 1914 in Rachoula, Thessalien; † 22. Mai 2005 in Athen) war ein griechischer kommunistischer Politiker und langjähriger Generalsekretär der Kommunistischen Partei.

## Zeit bis zum Zweiten Weltkrieg
Florakis wurde als viertes Kind einer Familie von später sechs Kindern geboren. Schon mit 15 Jahren las er marxistische Literatur und schloss sich trotz der Kommunistenverfolgung durch die venizelistische Regierung der Jugend der Kommunistischen Partei Griechenlands OKNE an. Gegen die faschistische Diktatur von Ioannis Metaxas, die 1936 durch einen Staatsstreich an die Macht gekommen war, leistete Florakis Widerstand in der Gewerkschaft TTT. Nach dem Angriff des faschistischen Italien auf Griechenland beteiligte er sich als Soldat an der erfolgreichen Gegenoffensive der griechischen Armee, die zum Zusammenbruch der italienischen Front in Albanien führte.

## Widerstand gegen die deutsche Besatzung
Als er 1941 Mitglied der illegalen Kommunistischen Partei Griechenlands wurde, war sein Weg für die nächsten Jahre vorgezeichnet. Im April 1942 war Florakis einer der Hauptinitiatoren des ersten Streiks der Besatzungszeit. Einen Tag nach ihrer Gründung schloss sich Florakis der Nationalen Befreiungsfront (EAM) an, einer sozialistischen Widerstandsbewegung unter der Führung von KKE, die in den folgenden Monaten und Jahren die weitgehende Hegemonie über den griechischen Widerstand erlangen sollte und sich als einzige der großen Widerstandsorganisationen nie der Kollaboration schuldig machte. Als die EAM sich zum bewaffneten Widerstand entschließt und Aris Velouchiotis ihren militanten Arm ELAS gründete, ging Florakis als Partisan in die Berge. Unter dem Decknamen „Kapetan Jotis“ operierte er von dort aus als Befehlshaber eines Partisanenbataillons.

## Vom Bürgerkrieg bis zur Wahl zum Generalsekretär
Als die Linke den Widerstand nach dem Abzug der Deutschen auch gegen die neue britische Besatzung fortsetzte, nahm Florakis an den „Dekembriana“, der blutigen Schlacht um Athen, teil. Im nach dem Abkommen von Varkiza neu aufgenommene Bürgerkrieg kommandierte er die 1. Division der Demokratischen Armee Griechenlands und war gegen Ende des Krieges Generalmajor. Nach der Niederlage der Kommunisten 1949, wurde Florakis ins Zentralkomitee der Partei gewählt, die sich im Exil im Ostblock befand. In Griechenland wurde er jedoch verhaftet und erlitt insgesamt 12 Jahre Haft im Gefängnis und 6 Jahre auf den Verbannungsinseln.

## Höhepunkt und Ende seines Lebenslaufs
1972, zur Zeit der Militärjunta, wurde Charilaos Florakis auf der 17. Vollversammlung des Zentralkomitees zum Generalsekretär der Partei gewählt. Er löste Konstantinos Koligiannis in dieser Funktion ab und übte sie bis 1989 aus; Nachfolgerin wurde Aleka Papariga. Während dieser Zeit wurden ihm zahlreiche Auszeichnungen und Orden verliehen, darunter der Lenin-Orden, den er am 18. September 1984 vom Zentralkomitee der KPdSU erhielt. Am 22. Mai 2005 starb Charilaos Florakis als einer der beliebtesten Kommunisten der griechischen Geschichte. Zu seiner Beerdigung kamen, was keineswegs selbstverständlich war, Vertreter sowohl der anderen großen Parteien als auch der orthodoxen Kirche.